# Memecylon deminutum
Memecylon deminutum är en tvåhjärtbladig växtart som beskrevs av John Patrick Micklethwait Brenan. Memecylon deminutum ingår i släktet Memecylon och familjen Melastomataceae. Inga underarter finns listade i Catalogue of Life.